# Антоан Томсон д'Абади
Антоан Томсън д'Абади (на френски: Antoine Thomson d'Abbadie d'Arrast) е френски и баски изследовател, географ, етнолог, лингвист и астроном, известен с пътешествията си в Етиопия през първата половина на XIX век, заедно с по-малкия си брат на Арно Мишел д'Абади (1815 – 1893).

## Ранни години (1810 – 1834)
Роден е на 3 януари 1810 година в Дъблин, Ирландия, в благородното семейство на ирландка и французина Мишел Абади от Arrast-Larrebieu (департамент Пирене Атлантик). Семейството се премества във Франция през 1818 г. През 1827 Антоан получава бакалавърска степен от Университета в Тулуза. От 1829 започва обучението си в Париж, където учи право.

## Експедиционна дейност (1835 – 1849)
През 1835 г. Френската академия изпраща Антоан на научна мисия в Бразилия, резултатите от които се публикуват по-късно, през 1873, под заглавието „Observations relatives à la physique du globe faites au Brésil et en Éthiopie“.
През 1836 г. заедно с брат си Арно изследват Египет, а от 1837 до 1848, с тригодишно прекъсване – Етиопия, където събират материали за природата и етнографията на страната. Двамата братя първи от европейците проникват на юг от Годжам и пребивават (през 1843) в северната част на независимата от етиопския император древна феодална държава Кафа. По пътя за Бонгу, главния град на Кафа, откриват река Габе, която приемат за извор на река Бели Нил. В действителност, откриват горното течение на река Омо, вливаща се от север в езерото Туркана (Рудолф). Главната научна ценност от пътешествията на братята д`Абади се заключава не толкова в откритите от тях нови географски обекти, а в това, че по време на своите маршрути те провеждат триангулачни измервания, като определят координатите и надморската височина на около 900 пункта от Масауа на Червено море до Бонга в Югозападна Етиопия. Техните геодезически измервания и топографски снимки са изпълнени с висока за времето си точност и дават основа за всички по-нататъшни топографски дейности в Етиопия.
Топографските резултати от изследванията му са публикувани в Париж между 1860 и 1873. в „Геодезия на Етиопия или триангулация на части от Висока Етиопия, изпълнена с помощта на новите методи“, пълни с най-ценната информация и илюстрации с десет карти. През 1868 се появява книгата на Арно д`Абади „Дванадесет години във Висока Етиопия (Абисиния)“

## Следващи години (1850 – 1897)
През 1850 година братята са наградени със златен медал на Парижкото географско дружество. През 1852 година Антоан е избран за член на Френската академия на науките, а от 1892 и до смъртта си е неин председател.
На 21 февруари 1859 г. се оженва за Вирджиния Винсент де Сен Бонт. Заселват се в Хендай, където Антоан купува 250 ха земя за изграждане на замък и става кмет на града от 1871 до 1875. Замъкът е построен между 1864 и 1879 г. на скала край Атлантическия океан и е проектиран от Виолет Льо Дюк в нео-готически стил, като е смятан за един от най-важните примери на Френската готическа възрожденска архитектура. Разделен е на три части – обсерватория и библиотека, параклис, жилищни помещения. Антоан нарича замъка Abbadia, което име все още се използва от баските. На френски обаче той обикновено се нарича Chateau d'Abbadie или Domaine d'Abbadia. Днес замъкът принадлежи на Академията на науките, на която е завещана през 1895 г. и е защитен исторически паметник от 1984 г.
Д'Абади умира на 19 март 1897 година в Париж на 87-годишна възраст.

## Съчинения

### На баски език
Zuberoatikaco gutun bat, 1864

### За баските
- Études grammaticales sur la langue euskarienne, 1836
- Le Dictionnaire de Chaho, 1854
- Lettres sur l'orthographe basque, 1854
- Travaux récents sur la langue basque, 1859
- Sur la carte de la langue basque, 1868
- Le basque et le berbère, 1873
- Lettre sur la préservation de la langue basque, 1895

### История и пътешествия
- Instructions pour les voyages d'exploration, 1867
- L'Abyssinie et le roi Théodoros, 1868
- Monnaie d'Éthiopie, 1868
- Credo d'un vieux voyageur, 1884

### Научни трудове
- Catalogue raisonné de manuscrits éthiopiens. Paris, 1859
- Résumé Géodésique des positions déterminées en Éthiopie. Paris, 1859
- Géodésie d'Éthiopie ou triangulation d'une partie de la Haute Éthiopie. 4 vol. Gauthier-Villars. Paris, 1860 – 1873
- Notice sur les langues de Kamw, 1872
- Observations relatives à la physique du globe, faites au Brésil et en Éthiopie. Gauthier-Villars. Paris, 1873
- Recherches sur la verticale, 1881
- Dictionnaire de la langue Amariñña, 1881
- Reconnaissances magnétiques. Paris, 1890
- Géographie de l'Éthiopie, ce que j'ai entendu, faisant suite à ce que j'ai vu, 1890